# Bipotenz
Bipotenz beschreibt in der Biologie die Möglichkeit (Potenz) von Zellen, Geweben oder Organen, eine von zwei (Vorsilbe bi-) Differenzierungen oder Entwicklungswegen einzuschlagen. Bipotente (Stamm-)Zelllinien können sich z. B. in jeweils einen von zwei differenzierten Zelltypen differenzieren. Entsprechend gibt es auch multipotente, pluripotente und totipotente Zellen.
Der Ausdruck wird häufig in Zusammenhang mit der Entwicklung der Gonaden und Keimzellen verwendet. Die anatomische Basis der männlichen und weiblichen Gonaden ist bei Wirbeltieren (wie z. B. dem Menschen) gleich, Wolffsche Gänge und Müllersche Gänge werden zunächst in beiden Geschlechtern gleich angelegt. Die Differenzierung erfolgt im Normalfall über die Ausprägung des Geschlechtschromosomen, vermittelt über das Protein TDF und wird im Folgenden hormonell gesteuert. In seltenen Fällen kommt es zu abweichender Entwicklung, so dass das anatomische und hormonelle Geschlecht nicht mit dem genetischen, welches über Vorhandensein des Y-Chromosoms definiert ist, übereinstimmt, sehr selten werden Gonaden beider Geschlechter nebeneinander, oder beide teilweise, ausgebildet (echter Hermaphroditismus, vgl. auch Intersexualität).
Auch die Urkeimzellen selbst sind bipotent. Bei Mäusen und Knochenfischen ist auch experimentell nachgewiesen, dass dieselben Zellen sich zu Eizellen und Spermien weiterentwickeln können.